# System Okresowych Ocen Pracowniczych
System okresowych ocen pracowników (SOOP) jest jednym z narzędzi efektywnego zarządzania zasobami ludzkimi, umożliwiającym obiektywne, systematyczne ocenianie pracownika. Wdrażanie oceny okresowej sprzyja rozwojowi indywidualnemu pracowników oraz przyczynia się do wzrostu efektywności i konkurencyjności całej organizacji.

## Definicja i znaczenie
SOOP to zbiór procedur i narzędzi służących do regularnej analizy osiągnięć pracowników, ich kompetencji i wkładu w realizację celów organizacyjnych. System ten pozwala na obiektywną ocenę pracy, identyfikację talentów, potrzeb szkoleniowych oraz planowanie ścieżek kariery. Może to być narzędzie strategiczne, które wspomaga budowę kultury organizacyjnej opartej na wartościach, zwiększa motywację i zadowolenie pracowników.
Istotą oceny okresowej jest jej cykliczność. Najczęściej spotykanym modelem jest ocena roczna lub półroczna. Przeprowadzanie ocen okresowych w ustalonych odstępach czasu, umożliwia ustalenie celów dla pracownika na kolejny okres, decydowanie o ewentualnych podwyżkach czy awansach oraz dostosowanie strategii rozwoju pracownika do aktualnych potrzeb organizacji. Cykliczność ta pozwala również na porównywanie wyników pracy pracownika w różnych okresach, co jest istotne dla oceny jego postępów, wydajności i zaangażowania.

### Cele i funkcje
SOOP realizuje wiele celów, wśród których wyróżnić można:
- Budowanie kultury organizacyjnej: Systematyczne oceny pracowników mogą przyczyniać się do budowania pożądanych postaw i kultury organizacyjnej zgodnej z misją i celami firmy[5].
- Komunikacja: Ocena okresowa ułatwia komunikację między pracownikiem a przełożonym, w szczególności w zakresie regularnego przekazywania informacji zwrotnej, umożliwiając otwartą dyskusję na temat oczekiwań, celów, czy wyników pracy.
- Decyzje personalne: Informacje uzyskane z oceny mogą być wykorzystane do podejmowania decyzji o awansach, podwyżkach – regulacjach płacowych, ścieżkach rozwoju[6][7].
- Obiektywizm: Dzięki ustalonym kryteriom oceny pracownicy mogą być oceniani w sposób obiektywny i sprawiedliwy, co przyczynia się do zwiększenia zaufania wewnątrz organizacji[8].
- Planowanie kariery i zarządzanie talentami: Oceny pracownicze pozwalają na identyfikację pracowników z wysokim potencjałem oraz planowanie ich kariery w organizacji. Jest to podstawa do tworzenia ścieżek kariery i identyfikacji najlepszych pracowników[9].

### Kluczowe komponenty oceny okresowej
Do kluczowych elementów SOOP należą:
- Kompetencje – zebrane w formie Katalogu lub Księgi Kompetencji, która określa modele kompetencyjne dla poszczególnych grup stanowisk[10].
- Cele biznesowe i rozwojowe – zamierzony rezultat lub osiągnięcie, które pracownik powinien zrealizować w określonym czasie. Najczęściej są określane w kategoriach biznesowych (np. wydajność, maksymalna ilość odpadu) lub rozwojowych (np. zniwelowanie luki kompetencyjnej). Definiowane cele powinny być zgodne z regułą SMART[11].
- Potrzeby szkoleniowe – wykaz szkoleń, mający na celu zniwelowanie luk kompetencyjnych (różnica pomiędzy poziomem pożądanym a aktualnym) lub związany z planowaniem ścieżki rozwoju pracownika[12].
- Decyzja personalna – opcjonalnie SOOP powinien umożliwiać wskazanie przez przełożonego rekomendowanej decyzji dotyczącej dalszego rozwoju pracownika (np. awans, utrzymanie na stanowisku, utrzymanie warunkowe, przeszeregowanie)

Powyższe elementy powinny zostać uwzględnione podczas rozmowy rozwojowej przełożonego z pracownikiem.

## Modele oceny okresowej

### Model oceny 90 stopni
Model 90 stopni w ocenie pracownika to najprostsza forma oceny okresowej, w której pracownik jest oceniany wyłącznie przez swojego przełożonego. Jest to model jednostronnej oceny, który jest najłatwiejszy do przeprowadzenia, ale jednocześnie może być postrzegany jako najbardziej subiektywny, ponieważ nie uwzględnia samooceny pracownika ani opinii innych osób z zespołu czy organizacji.
Zalety:
1. Prostota i szybkość: Model jest łatwy do zrozumienia i szybki w implementacji, co minimalizuje koszty administracyjne.
2. Jasność odpowiedzialności: Przełożony ma jasno określone zadanie oceny, co może przyczynić się do większej konsystencji w podejmowaniu decyzji.

Wyzwania:
1. Subiektywność: Oceny mogą być silnie subiektywne, ponieważ zależą wyłącznie od opinii jednej osoby.
2. Ograniczona perspektywa: Nie uwzględnia opinii kolegów z zespołu, klientów ani samoopiniowania pracownika, co może prowadzić do niepełnego obrazu jego wydajności.

### Model oceny 180 stopni
Ocena 180 stopni jest bardziej rozbudowaną formą oceny, ponieważ oprócz oceny dokonywanej przez przełożonego, uwzględnia również samoocenę pracownika. Dzięki temu możliwe jest zestawienie dwóch różnych perspektyw: jak pracownik jest postrzegany przez swojego przełożonego oraz jak sam siebie ocenia. Pozwala to na lepsze zrozumienie różnic między postrzeganiem własnym a oceną menedżera, co może być pomocne w planowaniu rozwoju zawodowego i osobistego pracownika.
Zalety:
1. Zwiększenie samoświadomości: Pracownicy mają okazję do samorefleksji, co może prowadzić do większej motywacji i osobistego rozwoju.
2. [14]Lepsza komunikacja: Dialog pomiędzy pracownikiem a menedżerem może się poprawić, co sprzyja lepszemu zrozumieniu oczekiwań i celów[15].

Wyzwania:
1. Zarządzanie różnicami w percepcjach: Może pojawić się konieczność mediacji, gdy samooceny znacznie różnią się od ocen menedżerów.
2. Potrzeba skutecznego szkolenia: Zarówno pracownicy, jak i menedżerowie muszą być dobrze przeszkoleni w zakresie efektywnej komunikacji i technik ocen.

### Model oceny 270 stopni
Rozszerza model 180 stopni o dodatkowe źródło informacji – współpracowników. W tym przypadku, oprócz oceny dokonywanej przez przełożonego i samooceny pracownika, uwzględniane są również opinie współpracowników. Dzięki temu modelowi możliwe jest uzyskanie bardziej kompleksowego obrazu pracy i kompetencji pracownika, ponieważ uwzględnia on również interakcje pracownika z innymi członkami zespołu. Ocena 270 stopni jest szczególnie przydatna w środowiskach pracy, gdzie współpraca i interakcje między pracownikami mają kluczowe znaczenie dla efektywności i sukcesu organizacji.
Zalety:
1. Kompleksowy obraz pracy i kompetencji pracownika: Ocena 270 stopni dostarcza wszechstronnych informacji, uwzględniając opinie przełożonych i współpracowników.
2. Poprawa współpracy i komunikacji: Udział współpracowników w procesie oceny sprzyja otwartej i konstruktywnej komunikacji w zespole.

Wyzwania:
1. Zarządzanie logistyką: Ocena 270 stopni wymaga więcej czasu i zasobów na zebranie i analizę informacji od różnych źródeł.
2. Ryzyko konfliktów: Większa ilość opinii może prowadzić do konfliktów, zwłaszcza jeśli opinie są negatywne lub krytyczne.

### Model oceny 360 stopni
Ocena 360 stopni rozszerza model 270 stopni o dodatkową perspektywę – podwładnych pracownika. W przypadku menedżerów i osób zarządzających zespołami, ocena 360 stopni może być również rozszerzona o opinie klientów zewnętrznych (ocena 360+ stopni), co pozwala na jeszcze bardziej kompleksową ocenę.
Zalety:
1. Kompleksowy obraz: Uzyskanie szerokiej gamy perspektyw może doprowadzić do bardziej obiektywnej i zrównoważonej oceny.
2. Poprawa współpracy: Uwzględnienie opinii kolegów może poprawić relacje międzyludzkie i współpracę w zespole[18].

Wyzwania:
1. Zarządzanie logistyką: Model ten wymaga znacznie więcej czasu i zasobów na zebranie i analizę informacji.
2. Ryzyko konfliktów: Większa ilość opinii może prowadzić do konfliktów lub nieporozumień, jeśli nie będą one odpowiednio zarządzane[19].
3. Koszty: W ślad za czasem i zaangażowaniem większej ilości osób do przeprowadzenia powyższej oceny, znacząco zwiększają się koszty[20][21].

## Zastosowanie w praktyce – przykłady raportów
Wdrożenie Systemu Okresowej Oceny Pracowników (SOOP) wiąże się z regularnym generowaniem raportów, które stanowią istotne narzędzie w zarządzaniu zasobami ludzkimi. Raporty te umożliwiają organizacjom nie tylko monitorowanie postępów pracowników, ale również identyfikację obszarów wymagających poprawy oraz ocenę efektywności wdrożonych działań. Dzięki nim możliwe jest podejmowanie świadomych decyzji w zakresie rozwoju personelu i strategii zarządzania. Przykłady takich raportów obejmują:

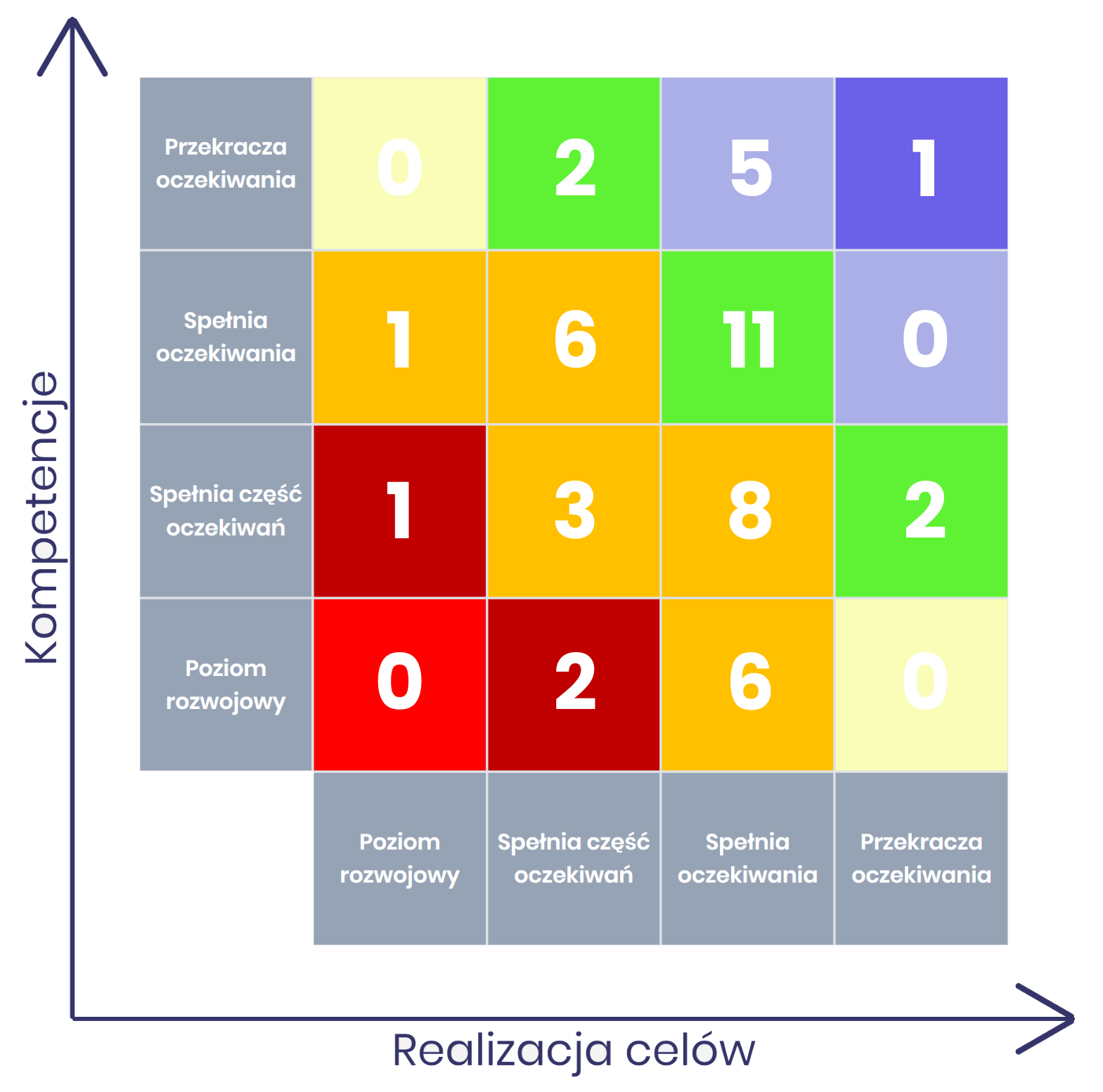
Przykład uzupełnionej 9 Box Chart

### 9 Box Chart
To narzędzie służące do oceny i mapowania talentów w organizacji, biorąc pod uwagę dwa główne wymiary: poziom realizacji celów i posiadane kompetencje. Matryca ta umożliwia kategoryzację pracowników do jednej z dziewięciu kategorii, co ułatwia identyfikację talentów pracowników spełniających wymagania oraz osoby wymagające rozwoju/ wsparcia.
Pozwala to na bardziej świadome planowanie rozwoju, szkoleń oraz awansów, jak również efektywniejsze zarządzanie talentami na wszystkich poziomach organizacji.

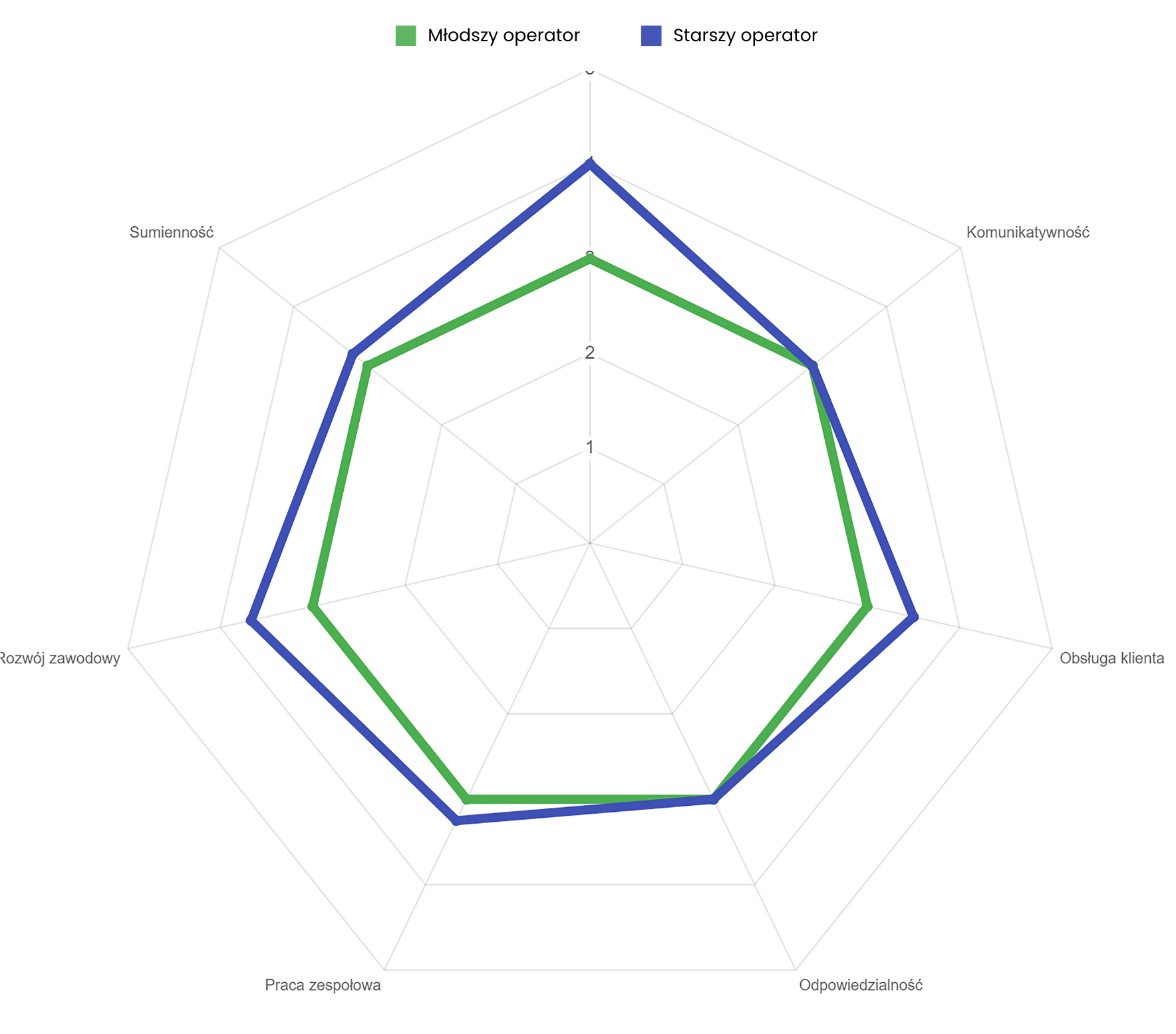
Przykład symulatora decyzji personalnych – diagram radarowy

### Symulator decyzji personalnych
To zaawansowane narzędzie analityczne, które poprzez symulację różnych scenariuszy i decyzji personalnych pozwala określić luki kompetencyjne i ewentualne ryzyka, związane z przeszeregowaniem pracownika. Pozwala to zminimalizować ryzyko błędnych decyzji personalnych.
Wykorzystanie informacji z SOOP jako danych wejściowych dla symulatora decyzji personalnych pozwala na precyzyjne modelowanie i ocenę potencjalnych decyzji dotyczących zarządzania pracownikami.

### Średnie wartości kompetencji w czasie
Porównując rok do roku wyniki kompetencji w czasie, możemy zaobserwować ich trend (wzrostowy lub spadkowy) i dociec ich źródła: np. związanego z fluktuacją, wdrożeniem rozwiązań ogólnofirmowych np. wypracownie i wdrożenie wartości.

### Identyfikacja luk w kompetencjach
Dane z ocen mogą ujawnić braki w kompetencjach, które są wspólne dla wielu pracowników, wskazując na potrzeby szkoleniowe. Pozwala to na uruchomienie działań rozwojowych ogólnofirmowych np. akademia komunikacji.

### Analiza potrzeb szkoleniowych
Analiza może być pierwszym krokiem w opracowaniu analizy potrzeb szkoleniowych, łącząc w sobie potrzeby biznesowe z potrzebami rozwojowymi poszczególnych pracowników.

### Ocena efektywności programów rozwojowych
Analizując wyniki przed i po wdrożeniu określonych inicjatyw szkoleniowych, organizacja może ocenić, jak skutecznie te programy przyczyniają się do poprawy wyników.

## Synteza
Jednym z rozwiązań informatycznych wspierających proces oceny okresowej jest Matryca Kompetencji.
Aby maksymalnie wykorzystać potencjał SOOP w kontekście zarządzania talentami, organizacje mogą sięgać po różnorodne narzędzia wspierające. Ich zastosowanie w połączeniu z matrycami, takimi jak matryca umiejętności czy matryca kwalifikacji, umożliwia efektywniejsze zarządzanie zasobami ludzkimi, dopasowanie strategii rozwoju do indywidualnych potrzeb pracowników oraz optymalizację procesów decyzyjnych w obszarze HR.

## Wdrożenie SOOP w organizacji
Wdrożenie Systemu Okresowej Oceny Pracowników (SOOP) jest procesem skomplikowanym, który wymaga starannego planowania i zaangażowania wszystkich szczebli organizacji. Obejmuje szereg kroków, które mają na celu przygotowanie pracowników do nowego systemu, implementację samego systemu, a następnie jego utrzymanie i regularne doskonalenie. Poniżej przedstawiono kluczowe etapy wdrożenia SOOP w organizacji.
1. Analiza potrzeb i celów: Przeprowadzenie analizy potrzeb organizacji i określenie celów, jakie ma spełniać system oceny. Identyfikacja kompetencji, które będą oceniane, oraz ustalenie kryteriów oceny.
2. Projektowanie systemu oceny: Opracowanie formularzy oceny oraz określenie metod i narzędzi oceny. Zdefiniowanie częstotliwości przeprowadzania ocen oraz harmonogramu wdrożenia[37].
3. Zaangażowanie kierownictwa: Przekonanie kadry zarządzającej o korzyściach wynikających z wdrożenia SOOP i zapewnienie ich wsparcia. Wyznaczenie lidera projektu oraz zespołu wdrożeniowego[38].
4. Szkolenie menedżerów i pracowników: Przeprowadzenie szkoleń dla menedżerów dotyczących przeprowadzania ocen i udzielania konstruktywnej informacji zwrotnej. Przeprowadzenie szkoleń dla pracowników, aby zapoznać ich z nowym systemem i jego celami.
5. Komunikacja i informowanie: Transparentne informowanie wszystkich pracowników o celu i korzyściach SOOP. Umożliwienie pracownikom zadawania pytań i wyjaśnianie wszelkich wątpliwości.
6. Pilotaż i wprowadzenie systemu: Przeprowadzenie pilotażowego wdrożenia SOOP w wybranej części organizacji w celu identyfikacji ewentualnych problemów i ich rozwiązania. Wdrożenie systemu na pełną skalę, z uwzględnieniem wniosków z etapu pilotażowego.
7. Monitorowanie i doskonalenie: Regularne monitorowanie funkcjonowania systemu oceny oraz zbieranie informacji zwrotnych od użytkowników. Wprowadzanie niezbędnych korekt i doskonalenie systemu na podstawie zebranych danych i doświadczeń.
8. Utrzymanie systemu i jego aktualizacja: Zapewnienie regularnych przeglądów systemu i jego dostosowywanie do zmieniających się potrzeb organizacji. Aktualizacja kryteriów oceny oraz narzędzi, aby system pozostawał efektywny i adekwatny[39].
9. Powiązanie SOOP z innymi procesami HR – dane wynikające z SOOP, powinny być jednym z elementów uwzględnianych przy innych procesach HR, takich jak: przeszeregowania, awanse, regulacje wynagrodzeń, prowadzenie działań rozwojowych, wytrudnianie.

## Wyzwania i korzyści wynikające z wdrożenia SOOP

### Ocena okresowapracowników jest narzędziem, które może przynieść firmie wiele korzyści, takich jak
1. Kompleksowy obraz pracy: Ocena okresowa dostarcza wszechstronnych informacji, uwzględniając opinie przełożonych, współpracowników oraz samoocenę pracownika
2. Poprawa współpracy w zespole: Włączenie opinii współpracowników sprzyja lepszej komunikacji i zacieśnianiu więzi między członkami zespołu
3. Obiektywność oceny: Udział różnych źródeł opinii zwiększa obiektywność oceny, co może prowadzić do bardziej sprawiedliwych wyników
4. Identyfikacja mocnych i słabych stron: Informacje zwrotne od współpracowników i przełożonych pomagają pracownikowi zidentyfikować obszary do rozwoju oraz jego mocne strony[40].
5. Zwiększenie zaangażowania pracowników: Proces oceny angażuje pracowników w ocenę i rozwój swoich kolegów, co może prowadzić do większego zaangażowania w pracę i dążenie do wspólnych celów.
6. Rozwój kompetencji miękkich: Regularne otrzymywanie informacji zwrotnej od różnych źródeł pomaga pracownikom rozwijać umiejętności interpersonalne i komunikacyjne[41].
7. Lepsze zarządzanie talentami: Ocena okresowa dostarcza cennych informacji, które mogą być wykorzystane do lepszego zarządzania talentami i planowania ścieżek kariery w organizacji[42].
8. Większa świadomość biznesowa i wartości organizacyjnych – powiązanie z SOOP wartości organizacyjnych oraz celów biznesowych, zwiększa świadomość nie tylko na poziomie kierownictwa, ale również pracowników

### Należy jednak mieć na uwadze zagrożenia jakie można napotkać podczas wdrożenia i realizacji SOOP
1. Opór pracowników: Pracownicy mogą obawiać się oceny, szczególnie jeśli jest ona wprowadzana po raz pierwszy lub jeśli wcześniejsze doświadczenia były negatywne.
2. Subiektywność ocen: Istnieje ryzyko, że oceny będą subiektywne, co może prowadzić do niezadowolenia i demotywacji pracowników[43].
3. Czasochłonność i kosztochłonność: Przeprowadzenie skutecznej oceny wymaga czasu i zaangażowania zarówno ze strony menedżerów, jak i pracowników.
4. Szkolenie menedżerów: Aby ocena była efektywna, menedżerowie muszą być odpowiednio przeszkoleni w zakresie przeprowadzania ocen i udzielania informacji zwrotnej.
5. Utrzymanie systemu: Regularne przeprowadzanie ocen wymaga ciągłego zaangażowania, co może stanowić wyzwanie dla zachowania systematyczności procesu.
6. Brak wykorzystywania wyników: Istnieje ryzyko, że proces ten będzie niepowiązany z innymi procesami HR, przez co jego uczestnicy nie widzą celu i korzyści z jego przeprowadzania[44].
7. Integracja z celami firmy: Ocena powinna być zintegrowana z ogólną strategią firmy i wspierać jej realizację, co wymaga dokładnego planowania.

## Standardy etyczne i prawne

### Etyka w SOOP
Przeprowadzanie ocen pracowniczych wymaga przestrzegania wysokich standardów etycznych, aby zapewnić uczciwość, obiektywność i szacunek dla pracowników:
1. Transparentność: Każdy pracownik powinien mieć jasno określone kryteria oceny i dostęp do wyników swoich ocen.
2. Prywatność: Ochrona danych osobowych pracowników jest kluczowa; informacje z ocen powinny być chronione zgodnie z lokalnymi przepisami o ochronie danych.
3. Uczciwość i obiektywność: Procesy oceniania powinny być wolne od dyskryminacji i faworyzowania, z wyraźnie określonymi i stosowanymi kryteriami oceny[45][46].

### Przepisy prawne
Wdrożenie i zarządzanie SOOP musi być zgodne z lokalnymi przepisami prawnymi, które mogą obejmować:
1. Prawo pracy: Uregulowania dotyczące oceniania pracowników, ich praw do odwołania się od ocen oraz konsekwencji prawnych wynikających z ocen.[47]
2. Ochrona danych: Przestrzeganie przepisów dotyczących ochrony danych osobowych, jak RODO w Unii Europejskiej, które regulują sposób zbierania, przechowywania i używania danych osobowych pracowników.
3. Zarządzanie konfliktem: Ustalenia prawne dotyczące zarządzania konfliktami, które mogą wyniknąć w wyniku ocen pracowniczych.

Przestrzeganie tych standardów etycznych i prawnych nie tylko chroni organizację przed ryzykiem prawnym, ale również buduje kulturę zaufania i szacunku, co jest kluczowe dla utrzymania wysokiej moralności i zaangażowania pracowników.